# 크라운해태배
크라운해태배는 한국기원이 주최ㆍ주관하고 크라운해태가 후원한다. 만 25세 이하 프로기사를 대상으로 열리는 기전으로, 32강과 16강은 매주 목·금ㆍ토ㆍ일요일 오후 1시와 3시에, 8강은 목·금·토·일 오후 1시 준결승부터 결승까지는 매주 목ㆍ금 오후 1시에 바둑TV를 통해 생중계된다. 

## 대회 방식
- 남자부와 여자부로 나뉘어 치르는 예선은 남자부에 55명, 여자부에 14명이 참가한다. 5라운드 스위스리그를 벌여 남자부 24명, 여자부 6명이 본선에 진출한다. 이어 예선 통과 30명과 시드 2명이 32강 토너먼트를 벌여 결승 진출자를 선발하고, 결승3번기로 초대 우승자를 가린다.

## 대국 규정
- 제한시간은 각자 20분에 추가시간 20초를 주는 피셔방식.

## 대회 상금
- 우승 3000만원, 준우승 1200만원.

## 역대 우승자
| 회수 | 연도      | 우승        | 전적 | 준우승      |
| ---- | --------- | ----------- | ---- | ----------- |
| 1    | 2017-2018 | 박정환 九단 | 2:1  | 신진서 八단 |
| 2    | 2018-2019 | 박하민 四단 | 2:0  | 나현 九단   |
| 3    | 2019-2020 | 송지훈 五단 | 2:1  | 이창석 五단 |
| 4    | 2020-2021 | 이창석 六단 | 2:0  | 설현준 六단 |
| 5    | 2021-2022 | 변상일 九단 | 2:1  | 한승주 九단 |
| 6    | 2022-2023 | 신민준 九단 | 2:0  | 박건호 六단 |
| 7    | 2023-2024 | 박건호 八단 | 2:1  | 설현준 八단 |